# Prvi razred 1940-1941
La Prvi razred 1940./41. (in lingua italiana prima classe 1940-41), in cirillico Први разред 1940./41., fu la ventiduesima ed ultima edizione della massima divisione delle varie sottofederazioni (podsaveze) in cui era diviso il sistema calcistico del Regno di Jugoslavia.
Le vincitrici delle varie sottofederazioni avrebbero dovuto accedere alle qualificazioni per il Državno prvenstvo 1941-1942 (campionato nazionale) per designare la squadra campione, ma il 6 aprile 1941 le potenze dell'Asse cominciano l'Invasione della Jugoslavia ed il 17 i balcanici si arrendono. Il Regno di Jugoslavia viene smembrato fra i paesi vincitori (Germania, Italia, Ungheria e Bulgaria) e nasce anche lo Stato Indipendente di Croazia (comprendente Croazia e Bosnia).
Le competizioni calcistiche jugoslave si fermano, durante la Seconda guerra mondiale vengono solo disputati tornei locali; per rivedere nuovamente competizioni calcistiche jugoslave bisognerà aspettare il 1945, ma la Prvi razred non verrà più ricreata.

## Sottofederazioni

### Lubiana
```
Torneo interrotto durante la pausa invernale a causa dello scoppio della guerra.
[
1
]
```

|                                         | Pos. | Squadra        | Pt | G | V | N | P | GF | GS | QR    |
| --------------------------------------- | ---- | -------------- | -- | - | - | - | - | -- | -- | ----- |
|                                         | 1.   | Hermes Lubiana | 11 | 6 | 5 | 1 | 0 | 24 | 10 | 2,400 |
|                                         | 2.   | Jadran Lubiana | 8  | 6 | 4 | 0 | 2 | 16 | 12 | 1,333 |
|                                         | 3.   | Grafika        | 7  | 6 | 3 | 1 | 2 | 12 | 9  | 1,333 |
|                                         | 4.   | Svoboda        | 7  | 6 | 3 | 1 | 2 | 14 | 17 | 0,823 |
|                                         | 5.   | Moste          | 4  | 6 | 1 | 2 | 3 | 16 | 13 | 1,230 |
|                                         | 6.   | Korotan        | 3  | 6 | 0 | 3 | 3 | 10 | 14 | 0,714 |
|                                         | 7.   | Disk           | 2  | 6 | 0 | 2 | 4 | 9  | 26 | 0,346 |
| Fonte: http://www.mnzljubljana-zveza.si |      |                |    |   |   |   |   |    |    |       |

### Sussak
```
Torneo interrotto.
[
2
]
```

|                        | Pos. | Squadra           | Pt | G  | V  | N | P | GF | GS | QR    |
| ---------------------- | ---- | ----------------- | -- | -- | -- | - | - | -- | -- | ----- |
|                        | 1.   | Orijent           | 21 | 11 | 10 | 1 | 0 | 83 | 10 | 8,300 |
|                        | 2.   | Jela Sušak        | 17 | 10 | 8  | 1 | 1 | 56 | 13 | 4,307 |
|                        | 3.   | Jadran Kostrena   | 12 | 12 | 6  | 0 | 6 | 41 | 23 | 1,782 |
|                        | 4.   | Crikvenica        | 11 | 10 | 5  | 1 | 4 | 31 | 38 | 0,815 |
|                        | 5.   | Triglav Podvežica | 10 | 10 | 4  | 2 | 4 | 16 | 29 | 0,551 |
|                        | 6.   | Slavija Trsat     | 6  | 9  | 2  | 2 | 5 | 22 | 33 | 0,666 |
|                        | 7.   | Viktorija Sušak   | 6  | 12 | 2  | 2 | 8 | 15 | 64 | 0,234 |
|                        | 8.   | Zamet Sušak       | 1  | 10 | 0  | 1 | 9 | 9  | 63 | 0,142 |
| Fonte: Rijeka nogometa |      |                   |    |    |    |   |   |    |    |       |

### Zagabria
```
Torneo interrotto.
[
3
]
```

|              | Pos. | Squadra            | Pt | G | V | N | P | GF | GS | QR |
| ------------ | ---- | ------------------ | -- | - | - | - | - | -- | -- | -- |
|              | 1.   | ZET Zagabria       | 24 |   |   |   |   |    |    |    |
|              | 2.   | Šparta Zagabria    | 23 |   |   |   |   |    |    |    |
|              | 3.   | Uskok Zagabria     | 21 |   |   |   |   |    |    |    |
|              | 4.   | Ferraria Zagabria  | 18 |   |   |   |   |    |    |    |
|              | 5.   | Ličanin            | 18 |   |   |   |   |    |    |    |
|              | 6.   | Redarstveni Zagreb | 14 |   |   |   |   |    |    |    |
|              | 7.   | Makabi             | 11 |   |   |   |   |    |    |    |
|              | 8.   | Viktorija Zagabria | 10 |   |   |   |   |    |    |    |
|              | 9.   | Trešnjevka         | 5  |   |   |   |   |    |    |    |
|              | 10.  | Ilirija            | 2  |   |   |   |   |    |    |    |
| Fonte: rsssf |      |                    |    |   |   |   |   |    |    |    |

| FINALE PROVINCIALE                    |     |
| Frankopan Kustošija – Viktorija Sisak | 0–4 |
| Fonte: rsssf                          |     |

### Petrovgrad
```
Lo Švebiše si ritira dalla lega il 27 febbraio 1941. A causa della guerra, la competizione non è finita.
[
4
]
```

|                     | Pos. | Squadra              | Pt | G  | V | N | P | GF | GS | QR |
| ------------------- | ---- | -------------------- | -- | -- | - | - | - | -- | -- | -- |
|                     | 1.   | Sloga Kikinda        | 22 | 12 |   |   |   |    |    |    |
|                     | 2.   | Radnički Petrovgrad  | 17 | 10 |   |   |   |    |    |    |
|                     | 3.   | Borac Petrovgrad     | 15 | 11 |   |   |   |    |    |    |
|                     | 4.   | Banat Pančevo        | 14 | 11 |   |   |   |    |    |    |
|                     | 5.   | ŽSK Petrovgrad       | 13 | 13 |   |   |   |    |    |    |
|                     | 6.   | ŽAK Kikinda          | 10 | 10 |   |   |   |    |    |    |
|                     | 7.   | Obilić Petrovgrad    | 7  | 11 |   |   |   |    |    |    |
|                     | 8.   | Vojvodina Petrovgrad | 4  | 12 |   |   |   |    |    |    |
|                     | 9.   | Jedinstvo Pančevo    | 3  | 10 |   |   |   |    |    |    |
|                     | –    | Švebiše              | 5  | 9  |   |   |   |    |    |    |
| Fonte: fsgzrenjanin |      |                      |    |    |   |   |   |    |    |    |

### Belgrado
Torneo interrotto. Squadre partecipanti:
- Borac Belgrado
- ČSK Istra
- Električna centrala Belgrado
- Grafičar Belgrado
- Mitić Belgrado
- Obilić
- Radnički Belgrado
- Sloga Belgrado
- Sparta Belgrado
- Vitez Zemun
- Le partecipanti erano 11. Non è chiaro se l'undicesima fosse il SK Zemun (ultimo in Srpska liga 1939-1940 e non presente nella edizione successiva) oppure il VSK Valjevo, campione della BLP precedente.

### Sarajevo
```
Interrotto a causa della guerra.
[
5
]
```

|              | Pos. | Squadra            | Pt | G | V | N | P | GF | GS | QR    |
| ------------ | ---- | ------------------ | -- | - | - | - | - | -- | -- | ----- |
|              | 1.   | Hajduk Sarajevo    | 10 | 5 | 5 | 0 | 0 | 18 | 2  | 9,000 |
|              | 2.   | Đerzelez           | 8  | 5 | 4 | 0 | 1 | 16 | 5  | 3,200 |
|              | 3.   | Željezničar        | 6  | 5 | 3 | 0 | 2 | 13 | 11 | 1,181 |
|              | 4.   | Sloga              | 4  | 5 | 2 | 0 | 3 | 16 | 8  | 2,000 |
|              | 5.   | Hrasničar          | 2  | 5 | 1 | 0 | 4 | 3  | 17 | 0,176 |
|              | 6.   | Pofalički Sarajevo | 0  | 5 | 0 | 0 | 5 | 1  | 24 | 0,041 |
| Fonte: rsssf |      |                    |    |   |   |   |   |    |    |       |